# Phradis corsicator
Phradis corsicator är en stekelart som beskrevs av Aubert 1969. Phradis corsicator ingår i släktet Phradis och familjen brokparasitsteklar. Inga underarter finns listade i Catalogue of Life.